# Waterberg (Südafrika)
Der Waterberg (Nord-Sotho: Thaba Meetse) ist ein Bergmassiv im Norden der Provinz Limpopo in Südafrika. Das Massiv erstreckt sich über etwa 14.500 km², bei einer Durchschnittshöhe von 600 m. Die höchsten Gipfel ragen bis zu 1400 m über den Meeresspiegel auf. Die heute sichtbaren Steilwände, Härtlinge und Inselberge entstanden vor Hunderten von Millionen Jahren durch erosive Kräfte. Modimolle ist die größte Stadt in der Gegend. Weiterhin sind noch Bela-Bela, Mookgophong, Vaalwater, Thabazimbi und Lephalale von Bedeutung.
Der Waterberg steht als Biosphärenreservat unter dem Schutz der UNESCO.

## Geologie

Darstellung des Kaapvaal-Kratons im Süden Afrikas

Das Massiv des Waterbergs beruht auf dem Krustenblock des Kaapvaal-Kratons, der sich vor etwa 2,7 Milliarden Jahren gebildet hat. In diesen Block hinein stießen kraft Intrusion Mineralien, die den Bushveld-Komplex bildeten. Dabei wurden beispielsweise Elemente der Vanadium- und der Nickelgruppe in die Felsen eingebracht. Das ursprüngliche Ausmaß dieses Auftriebs erstreckte sich über ein Areal von über 250.000 km² und formte die geologische Einheit der sogenannten Waterberg Supergroup. Flüsse wie der Lephalale prägten über Hunderte von Millionen von Jahren mittels Wassererosion das heutige Landschaftsbild. Dabei entstanden die charakteristischen Tafel- und Inselberge.
Vor etwa 250 Millionen Jahren kollidierte der Kaapvaal-Kraton mit dem Superkontinent Gondwana und teilte sich dabei in seine heutigen Kontinente Südamerika, Afrika (einschließlich der Arabischen Halbinsel), Antarktika und Australien (einschließlich Neuguinea) sowie den Indischen Subkontinent auf.
Einige Felsvorsprünge stehen bis zu 550 Meter über den umliegenden Ebenen und bestehen aus Sedimenten wie Sandstein. Der Lebensraum wird als Trockenwald beziehungsweise Bushveld bezeichnet. Das Waterberg-Massiv beherbergt archäologische Funde aus der Steinzeit und gibt Hinweise auf die Evolution des Menschen.

## Geschichte

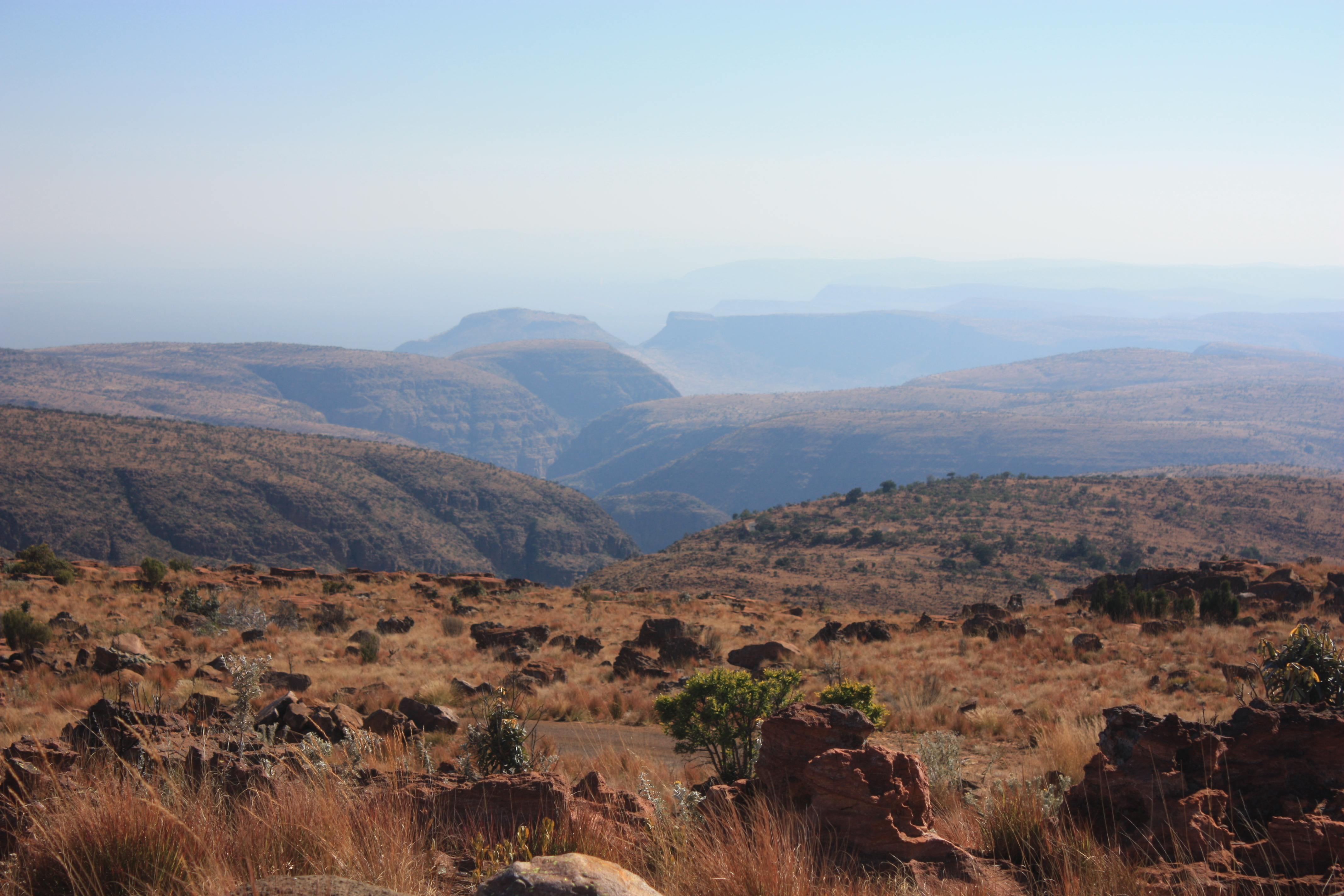
Marakele-Nationalpark, Limpopo

Die entstandenen Sandsteinformationen konnten hinreichend Grundwasser speichern, um auch den Urmenschen ein geeignetes Umfeld zu verschaffen. Schutz erhielten diese frühen Vorfahren des anatomisch modernen Menschen (Homo sapiens) durch zahlreiche Bergüberhänge, die als Lebenszentren und Unterstände genutzt wurden. Die Vorfahrenlinie des Menschen reicht rund drei Millionen Jahre zurück: Rund 40 km von Makapansgat (Mokopane) entfernt wurden Fossilien von Australopithecus africanus gefunden. 1961 wurden Fossilienfunde aus Swartkrans, die seit 1949 bekannt und zunächst als „Telanthropus capensis“ bezeichnet worden waren, zu Homo erectus gestellt.
Im Waterberg-Massiv wurden Steinwerkzeuge gefunden, die eine Besiedlung während der Steinzeit belegen. San traten in der Waterberg-Region vor rund zweitausend Jahren erstmals auf. Sie hinterließen Felsmalereien, die – teils schwer zugänglich – auf den Felsen entlang des Lephalale ergründet werden können. Beliebte Motive waren Rhinoceros und Antilope.
Um 700 gelangten (erstmals) Bantu in das Gebiet. Andere Quellen verweisen darauf, dass sich um 300 bereits Bantusprachen in den Regionen  Transvaal und KwaZulu-Natal etabliert hätten. Sie lebten vom Anbau von Hirse- und Sorghumhirse, welcher unter Bedingungen der Bewässerung gewährleistet wurde, und von Rinderzucht. Die daraus resultierende Überweidung führte zur Ausbreitung von Tsetsefliegen, die als Überträger der Afrikanischen Trypanosomiasis (Schlafkrankheit) enorme gesundheitliche Probleme bei den Menschen auslösten und bisweilen ursächlich waren für die Entvölkerung ganzer Landstriche.
Ab 800 wanderten Nguni-Gruppen ein, worauf Relikte von Niederlassungen nebst Bestallungen für Kühe hinweisen. Sie verstanden es in der Folgezeit, Trockenmauern anzulegen, und verstärkten damit die vorhandenen Forts aus der Eisenzeit. Teilweise bestehen die Mauern bis heute.
Die ersten weißen Siedler kamen ab 1808 zum Waterberg und die ersten Naturforscher kurz vor Mitte des 19. Jahrhunderts. Nach anfänglichen Fehden und Kämpfen gingen zugezogene burische Siedler mit den einheimischen Bantu bis etwa 1900 eine friedvolle Koexistenz ein, bis erneut Probleme der Überweidung der Grasflächen durch die gehaltenen Rinder entstanden.

## Ökologie

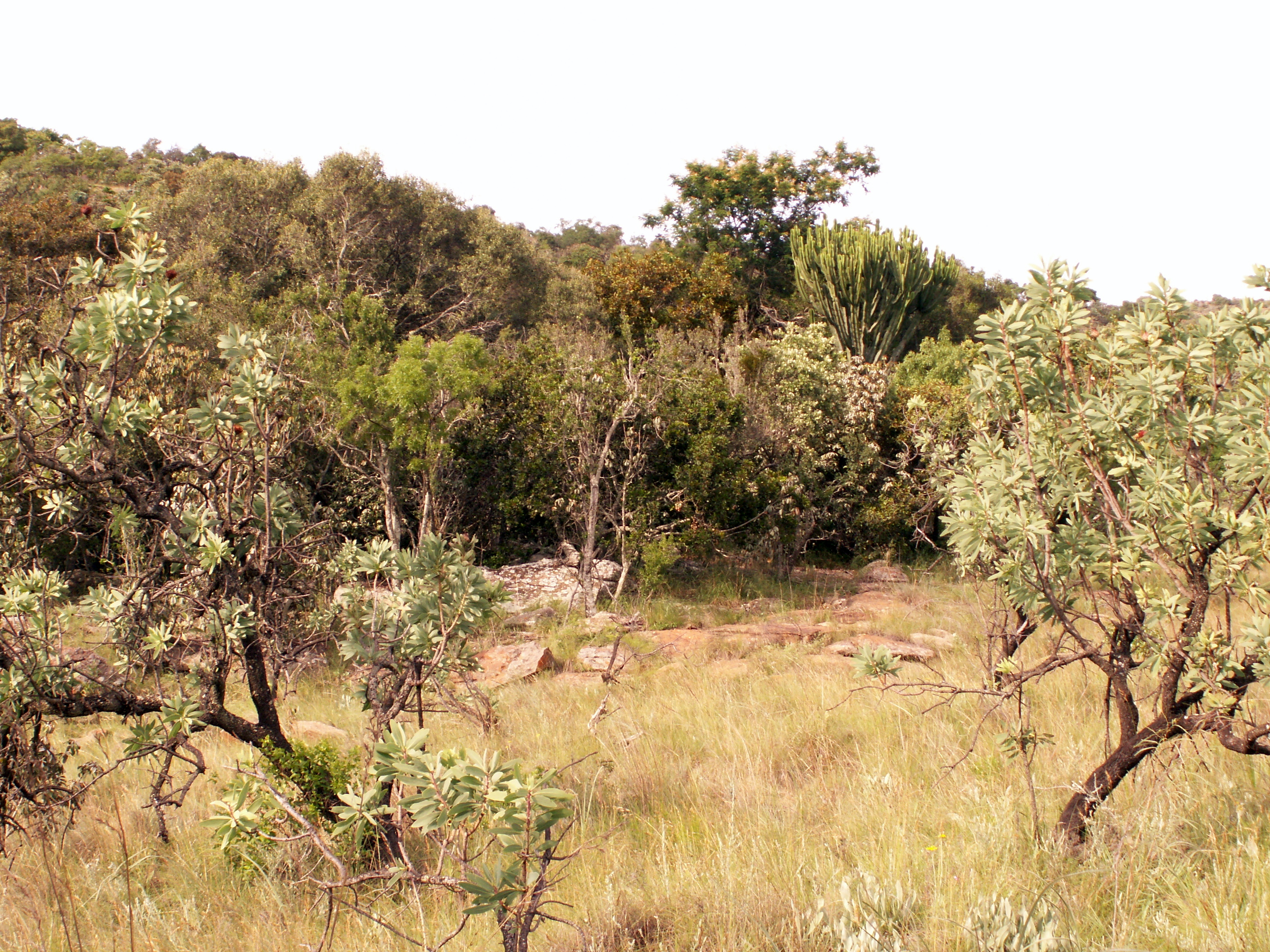
Typische Bushveld-Vegetation in Südafrika

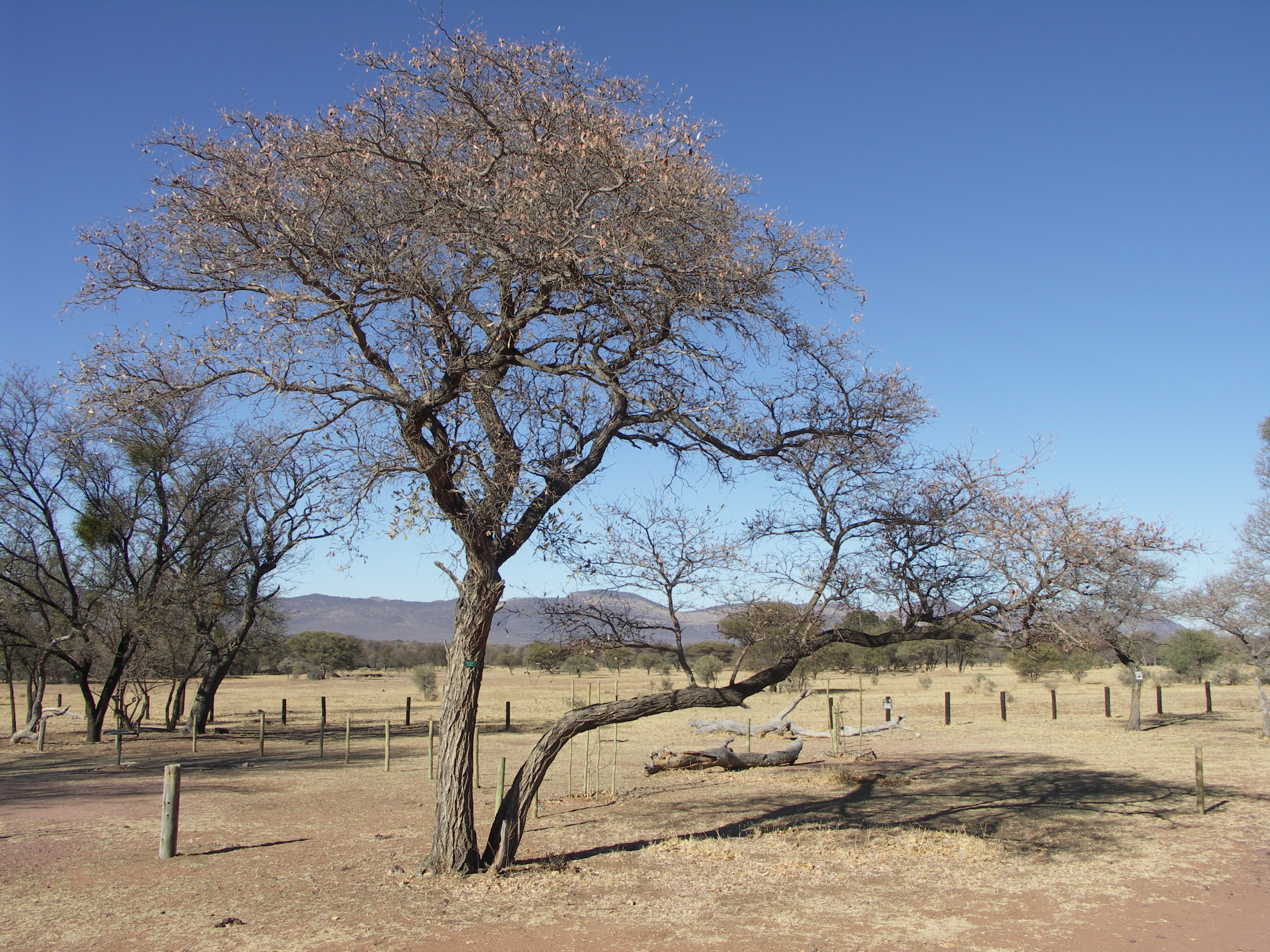
Ein Vaalboom (Terminalia sericae - Myrobalanen) im Marakele-Nationalpark

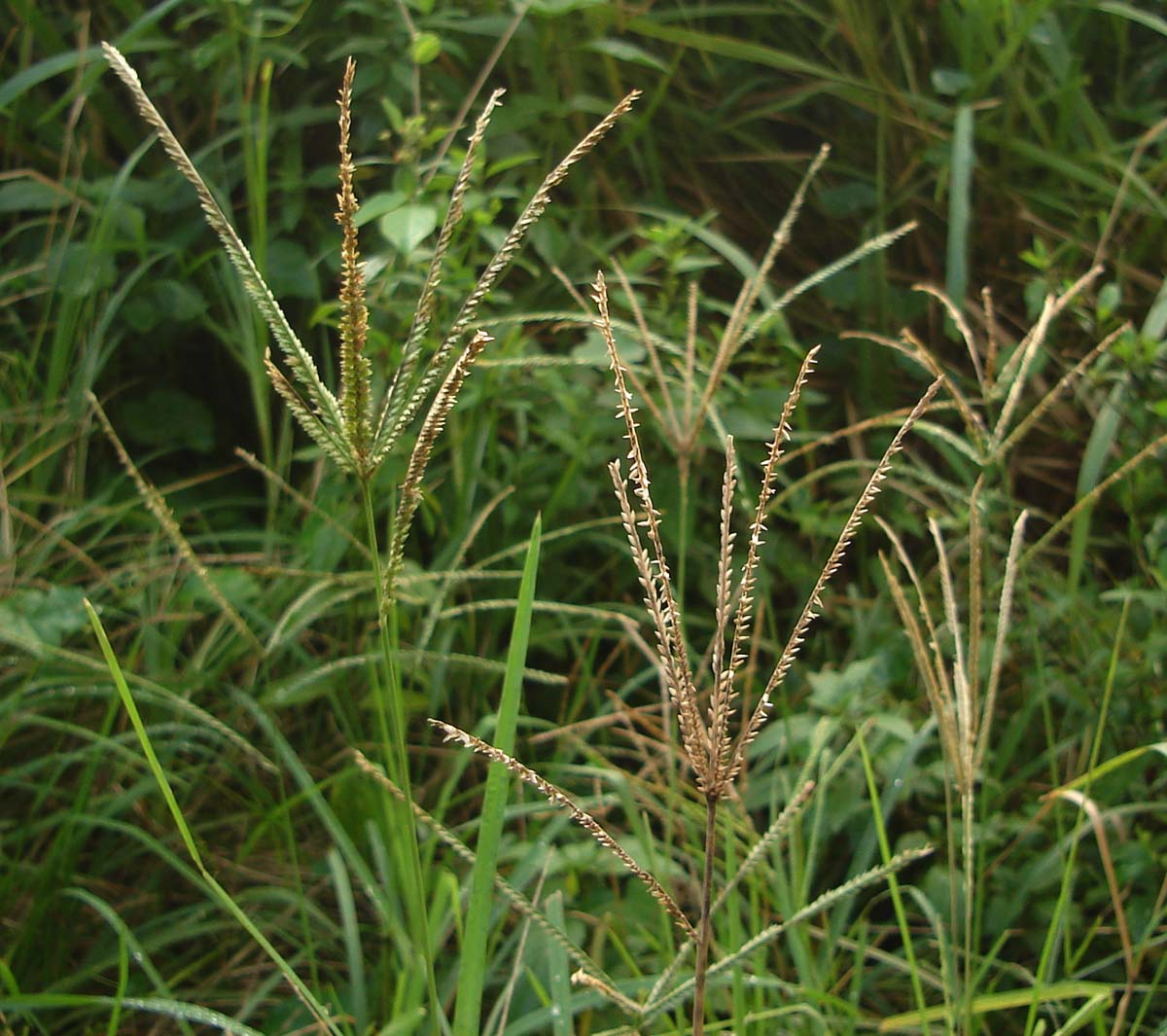
Eleusine indica, auch Goose Grass – ein Süßgras, das am Waterberg beheimatet ist

Die rund 150 Kilometer lange Bergkette des Waterbergs in der Limpopo-Provinz erstreckt sich von Thabazimbi im Südwesten bis zum Lephalale-Fluss im Nordosten. Die höchste Erhebung bildet der 2100 m hohe Kransberg bei Thabazimbi. Er ist die dominante Erscheinung im Marakele-Nationalpark, der nach ihm benannt, auch Kransberg-Nationalpark heißt. In diesem Gebiet gibt es eine ganze Reihe von Tier- und Naturschutzgebieten. Bisweilen gibt es darin Camps und Lodges. Etwa 75 Säugetierarten, einschließlich der Big Five, sowie zahlreiche Vogelarten leben hier. Weite Savannen mit Vegetationen wie Akazien, Aloen, Albizia und Sukkulenten werden von den schroffen und steil aufragenden Bergzügen gesäumt. Es gibt nur wenige asphaltierte Straßen.

### Flora und Fauna
Die Savanne besteht, neben dem Savannentyp selbst, im Wesentlichen aus Grasland, Fynbos und teils aus Laubwald. An Bäumen und Baumartigen herrschen Bergflieder, Myrobalanen (Combretum erythrophyllum sowie Terminalia sericea) und Lavendel-Bäume vor. In den trockenen Wintern verlieren sie ihre Blätter. Zu den signifikanten Samenpflanzen gehören etliche Vertreter der artenreichen Kapflora; so Fynbos, wie Sauergrasgewächse, Kap-Schilf, Myrtenartige, Wanzenpflanzen, Silberbaum- und Heidekrautgewächse ((Ericaceae)) sowie Wolfsmilchgewächse, Süßgräser und Binsen. Diese bilden die Nahrungsgrundlage für Impalas, Kudus, Klippspringer und Streifengnus. Einige Pachypodien finden Lebensräume an den Füßen der Inselberge. Eine besondere Bedeutung hat die Gelbrinden-Akazie, von der die San annahmen, dass sie die Kommunikation mit den Ahnen erlaubte.
Einheimische Säugetiere sind die Giraffe, das Spitzmaul- und das Breitmaulnashorn sowie das Warzen- und Stachelschwein. Als Raubtiere sind Leoparden, Hyänen und Löwen heimisch. An den Ufern der Flüsse leben Spitzenprädatoren wie das Nilkrokodil und das Flusspferd. Der Biologe Eugène Marais widmete sich ab 1905 im Waterberg intensiv der Erforschung des Verhaltens von Pavianen und Termiten. Daneben galt sein Interesse den heimischen Schlangen, wie der Schwarzen Mamba und der Speikobra. Einige Vögel, wie die schwarzköpfigen Oriole und der Weissrückengeier, haben in der Waterberg-Region ebenfalls ihre Habitate.

#### Marakele-Nationalpark
Der Marakele-Nationalpark liegt mitten im Waterberg-Gebiet nördlich von Thabazimbi. Der Park liegt etwa 250 km von Johannesburg entfernt. Gegründet wurde er 1994, noch unter dem Namen Kransberg National Park. Im Park benötigt man ein Allradfahrzeug. Hier leben zahlreiche Großwildarten wie Elefanten, Breitmaul- und Spitzmaul-Nashörner, Giraffen, Büffel, Flusspferde, Kudus, Wasserböcke und Elenantilopen sowie Großkatzen. Interessant für Vogelliebhaber sind die hier beheimateten Kapgeier, die hoch über den Baumwipfeln kreisen. Der vom Aussterben bedrohte Vogel bildet am Ort die größte Brutkolonie Südafrikas.  
Überraschende Kontraste zur Bergwelt bilden die üppigen Palm- und Baumfarne sowie Zedernarten und Gelbhölzer.

#### Lapalala Wilderness Area
Das Lapalala Wilderness Area ist ein Naturschutzgebiet. Bekannt ist es insbesondere für die Vielzahl von Termitenhügeln und die seltenen Pferdeantilopen. Das Reservat wurde 1981 begründet und gehört zum Waterberg Biosphere Reserve. Im Laufe der Jahre etablierte sich im Gebiet eine Umweltschule, die es insbesondere Jugendlichen ermöglicht, Interesse an der Erhaltung natürlicher Lebensformen zu entwickeln. Aufgrund finanzieller Engpässe drohte bis 2001 die Schließung der eingerichteten bush camps. Dem konnte letztlich durch die Wiedereinführung von Löwen und Elefanten im Park begegnet werden.

## Klima
Die durchschnittliche jährliche Temperatur liegt zwischen 16 und 22 °C. Die durchschnittliche Maximaltemperatur wird im Januar mit 30 °C verzeichnet, während die minimale monatliche Durchschnittstemperatur bei 4 °C im Monat Juli liegt. Niederschläge nehmen von Norden nach Süden hin zu. Das Klima am Waterberg ist subtropisch. Während der Regenzeit von November bis März ist es schwülheiß. Viele der zahlreichen Flüsse im Waterberg führen Hochwasser, und Straßen können unpassierbar werden. Die Winter sind trocken und angenehm warm. Die gesamte Region ist malariafrei.